# Heteranthelium
Heteranthelium is een geslacht uit de grassenfamilie (Poaceae). De soorten van dit geslacht komen voor in delen van Azië.

## Soorten
Van het geslacht zijn de volgende soorten bekend: 
- Heteranthelium aleppicum
- Heteranthelium assyriacum
- Heteranthelium hermoneum
- Heteranthelium piliferum